# Jaâdar
Jaadar (en arabe : جعدار) est une ville du Maroc. Elle est située dans la province de Nador dans le Rif.